# George Ogden Abell
George Ogden Abell (ur. 1 marca 1927 w Los Angeles, zm. 7 października 1983 tamże) – amerykański zawodowy astronom i popularyzator nauki.

## Życiorys
Urodził się w Los Angeles (Kalifornia), jako syn Theodore'a Curtisa Abella, ministra unitariańskiego i Annamarie Ogden. Jego małżeństwo z Lois Everson zawarte w 1951 r., które dało dwóch synów, zakończyło się rozwodem w 1970 r. Dwa lata później (1972) ożenił się ponownie, tym razem z Phyllis Fox.

## Osiągnięcia
Wykształcony w California Institute of Technology, Abell ukończył doktorat z zakresu astronomii w 1957 r. Podczas studiów magisterskich prowadził obserwacje dla National Geographic Society-Palomar Observatory Sky Survey, dwukolorowego fotograficznego źródła odniesienia dla gwiazd i obiektów niegwiazdowych. Z tego materiału Abell skompilował listę 2712 znaczących gromad galaktyk. Wcześniej znanych było ich tylko kilkadziesiąt. Katalog gromad galaktyk Abell stał się standardowym punktem odniesienia; na przykład konkretna gromada galaktyk znana jest jako „Abell 370”. W chwili śmierci Abell rewidował i rozszerzał swój katalog o gromady widoczne z półkuli południowej.
Zestawił dwa katalogi astronomiczne: mgławic planetarnych oraz gromad galaktyk. W latach 40. i 50. XX wieku zajmował się katalogowaniem gromad galaktyk oraz analizą zebranych danych. Opracował również metody odróżniania galaktyk należących do gromad od pojedynczych obiektów, a także metody klasyfikacji samych gromad.

## Odkrycia
Abell jest również współodkrywcą komety okresowej 52P/Harrington-Abell. W uznaniu jego zasług jedną z planetoid nazwano (3449) Abell.